# Valverde de los Arroyos
Valverde de los Arroyos ist ein Ort und eine Gemeinde (municipio) mit 91 Einwohnern (Stand: 2024) im Südwesten der Provinz Guadalajara in der Autonomen Gemeinschaft Kastilien-La Mancha. Neben dem namensgebenden Hauptort Valverde de los Arroyos besteht die Gemeinde aus der Ortschaft Zarzuela de Galve.

## Lage und Klima
Valverde de los Arroyos liegt in einer Höhe von ca. 1255 m in der Kulturlandschaft der Serranía. Die Entfernung zur südlich gelegenen Provinzhauptstadt Guadalajara beträgt ca. 60 Kilometer (Fahrtstrecke). Das Klima ist gemäßigt bis warm; Regen (659 mm/Jahr) fällt übers Jahr verteilt.

## Bevölkerungsentwicklung
| Jahr      | 1970 | 1981 | 1991 | 2001 | 2011 | 2021 |
| Einwohner | 166  | 85   | 90   | 93   | 90   | 91   |

## Sehenswürdigkeiten

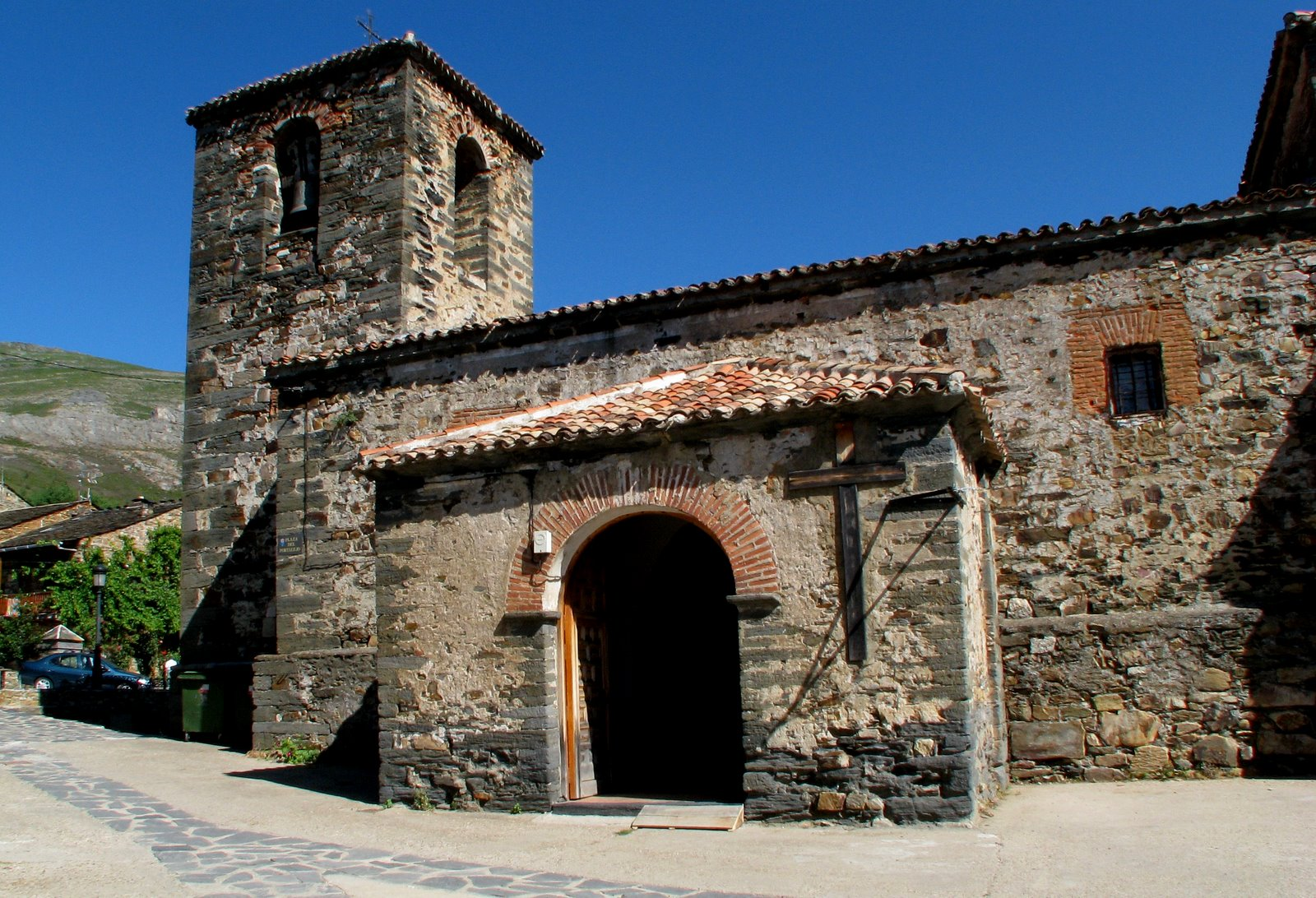
Ildefonsuskirche
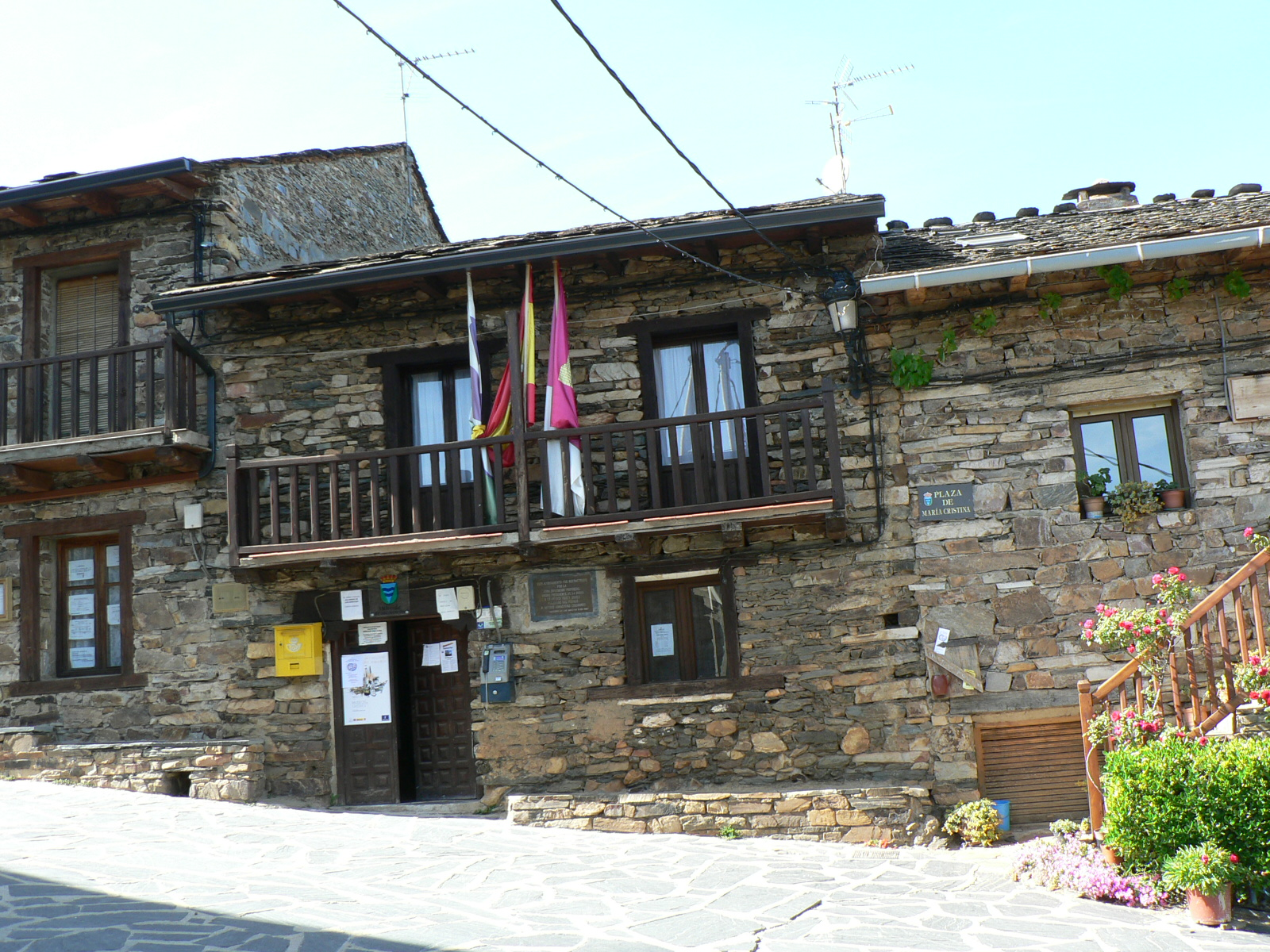
Rathaus

- Ildefonsuskirche
- Rathaus